# Pfarrkirche Kössen

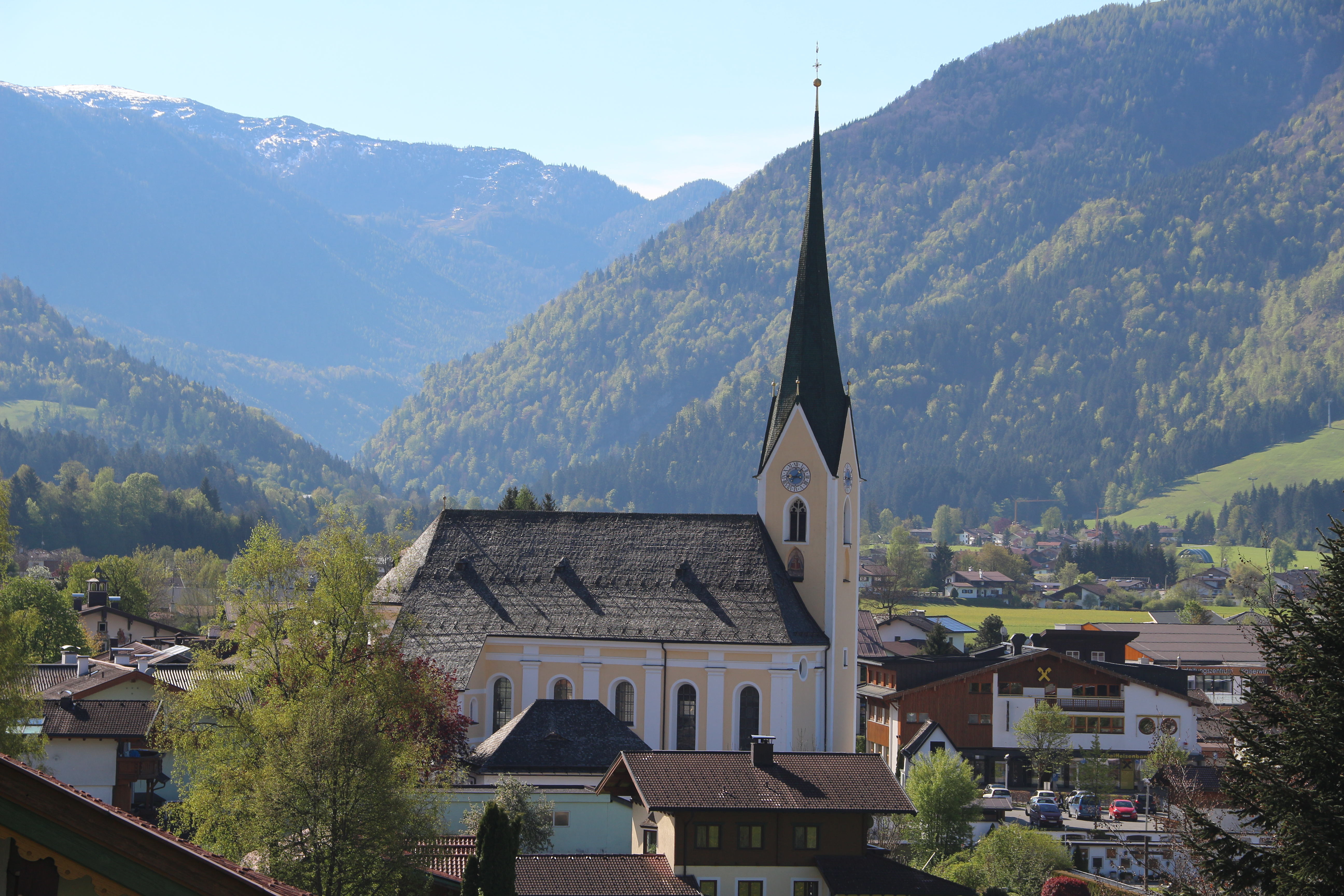
Katholische Pfarrkirche Hll. Peter und Paul in Kössen

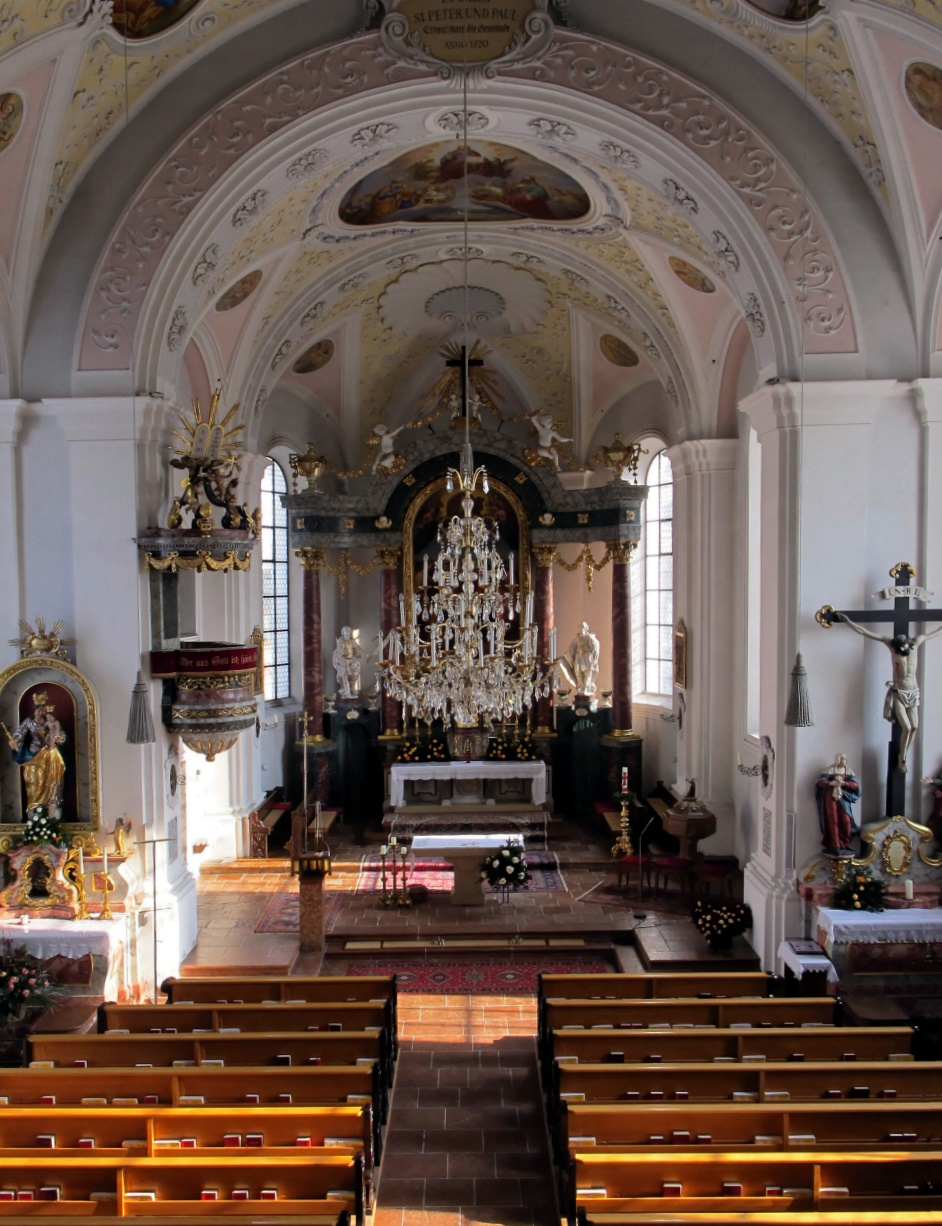
Langhaus, Blick zum Chor

Die Pfarrkirche Kössen steht mittig im Dorf der Gemeinde Kössen im Bezirk Kitzbühel im Bundesland Tirol. Die dem Doppelpatrozinium der Heiligen Peter und Paul unterstellte römisch-katholische Pfarrkirche gehört zum Dekanat St. Johann in Tirol in der Erzdiözese Salzburg. Die Kirche und der Friedhof stehen unter Denkmalschutz (Listeneintrag).

## Geschichte
Der Ort wurde 1197 dem Kloster St. Zeno in Reichenhall inkorporiert genannt, 1467 eine Kaplanei, mit 1909 eine Pfarre. 1393 und 1518 waren Kirchweihen.
Der Barockbau wurde 1719/1722 nach den Plänen des Architekten Wolfgang Dienzenhofer aus Aibling mit Abraham Millauer als Parlier erbaut. 1860 und 1952 waren Renovierungen.

## Architektur
Der barocke Kirchenbau mit einem gotischen Westturm steht südseitig zur Straße und ist nordseitig von einem Friedhof umgeben.
Das Kirchenäußere zeigt ein pilastergegliedertes Langhaus unter einem hohen geschindelten westlich abgewalmtes Satteldach mit schlanken Rundbogenfenster, der eingezogene Chor mit einer Rundapsis zeigt Rundbogenfenstern mit darüber angeordneten blinden Ochsenaugen. Der gotische Turm ist südseitig in das Westjoch des Langhauses hineingestellt, die zweibahnigen Schallfenster haben ein Maßwerk und darunter blinde Spitzbogenfenster, er trägt einen geschweiften Giebelspitzhelm. Nördlich am Chor steht eine zweiachsige zweigeschoßige Sakristei. Das Nord- und Südportal ins mittige Joch des Langhauses haben eine Pilasterrahmung, tragen einen Segmentgiebel, die Türen haben einen barocken Beschlag.
Das Kircheninnere zeigt ein fünfjochiges Langhaus und einen einjochigen Chor unter Stichkappentonnen auf Gurtbögen über Wandpfeilern mit Pilastervorlagen und Kämpfergesimsen. Die zweigeschoßige Westempore über zwei Jochen des Langhauses hat Marmorsäulen mit ionisierenden Kapitellen. Das Turmerdgeschoß hat ein Netzrippengewölbe aus dem 15. Jahrhundert, die ostseitige Öffnung zum Langhaus hat einen Sturz über profilierten Kragsteinen, die nördliche Öffnung hat eine Spitzbogenarkade. Der Triumphbogen ist rundbogig mit Pfeilern mit Pilastern, zum Chorjoch mehrfach abgestuft. Die Sakristei hat eine flache Stuckdecke, das Obergeschoß ist zum Chor segmentbogig geöffnet.
Die Gewölbestukkaturen entstanden um 1722 und wurden im 19. Jahrhundert renoviert und teils mit Akanthusranken, Blattwerk sowie große Rosetten an den Gurtbögen ergänzt. Die Deckenbilder in Medaillons schuf Johann Friedrich Rattensberger 1860, sie zeigen Christus mit Evangelistensymbolen, die Heiligen Peter und Paul, die Vierzehn Nothelfer, Petrus auf dem See Genezareth und den Paulussturz. Ursprünglich hat Simon Benedikt Faistenberger die Kirche ausgemalt, ein barockes Fresko über der Orgelempore mit der Kreuzigung Petri 1722 ist erhalten.

## Ausstattung
Der Hochaltar entstand 1952 in klassizistischen Formen, er zeigt das Hochaltarbild Schlüsselübergabe an Petrus gemalt von Caspar Jele 1861, flankiert von den barocken Statuen der beiden Wetterheiligen Johannes und Paulus um 1770.
Der linke Seitenaltar trägt eine barocke Statue Madonna um 1680 und einen barocken Tabernakel mit einer Kreuzigungsgruppe. Der rechte Seitenaltar trägt die Statue hl. Josef aus dem 18. Jahrhundert und einen Tabernakel mit einem barocken Barbara-Reliquiar. Die Kanzel entstand um 1800. Eine Kreuzigungsgruppe entstand im 17. Jahrhundert. Die Stationsbilder schuf Simon Benedikt Faistenberger um 1724.
Es gibt zwei spätgotische Reliefs um 1520 mit Kreuzigung Petri und Enthauptung des Paulus, beide in Verwahrung.
Eine Glocke nennt A. B. Ernst 1737.

## Grabdenkmäler
Außen an der Südseite
- Ein Marmorepitaph zu Sebastian Jäger 1720 mit einer Wappenkartusche und Kreuzigungsrelief.
- Barocke Inschriftgrabsteine.
- Klassizistischer Grabstein 1818.
- Gußeisenplatte 1828.